# Claes Henriksson
Harry Claes Håkan Henriksson, född 6 mars 1936 i Borås, är en svensk jurist som var lagman i Sjuhäradsbygdens tingsrätt från 1988 till 1994 samt i Varbergs tingsrätt från 1994 till 2001.
Henriksson blev juris kandidat vid Lunds universitet 1959 och genomförde sin tingstjänstgöring 1960–1962 innan han 1964 blev fiskal i hovrätten för Västra Sverige. Han var rådman i Borås tingsrätt från 1972 var lagman i Sjuhäradsbygdens tingsrätt från 1988 och utnämndes 28 oktober 1993 till lagman i Varbergs tingsrätt.
Henriksson är son till försäljningschef Harry Henriksson och hans maka Ada. Han är sedan 1959 gift med Leena, chefsrådman, född Räikkönen 1935.